# 港大橋
| 阪神高速4号標識 | 阪神高速5号標識 | 阪神高速16号標識 |

港大橋（みなとおおはし）は、大阪府大阪市港区海岸通3丁目と住之江区南港東9丁目を結ぶ全長980 mのトラス橋である。トラス橋としての中央径間510 mは日本最長で、世界第3位の長さである。

## 概要
1974年より阪神高速道路として供用されている。上下2層のダブルデッキになっており、上路が4号湾岸線（泉佐野方面）および16号大阪港線（大阪方面）、下路が4号湾岸線（泉佐野方面）および5号湾岸線（神戸方面）となっている。港区側の第1突堤前交差点付近から七条通に沿って延び、住之江区側の南港東7北交差点付近に至る。
橋梁自体は大阪港の築港と南港（咲洲）を最短で結ぶものであるが、最寄り出入口の天保山 - 南港北間では約2.5 kmとなるため、大阪港咲洲トンネル（約2.2 km）と大差はない。
かつて港大橋を経由する大阪市営バスの路線（以前の44号系統および支線17号系統）が設定されていた。
2024年（令和6年）9月に土木学会選奨土木遺産に認定された。

## 構造

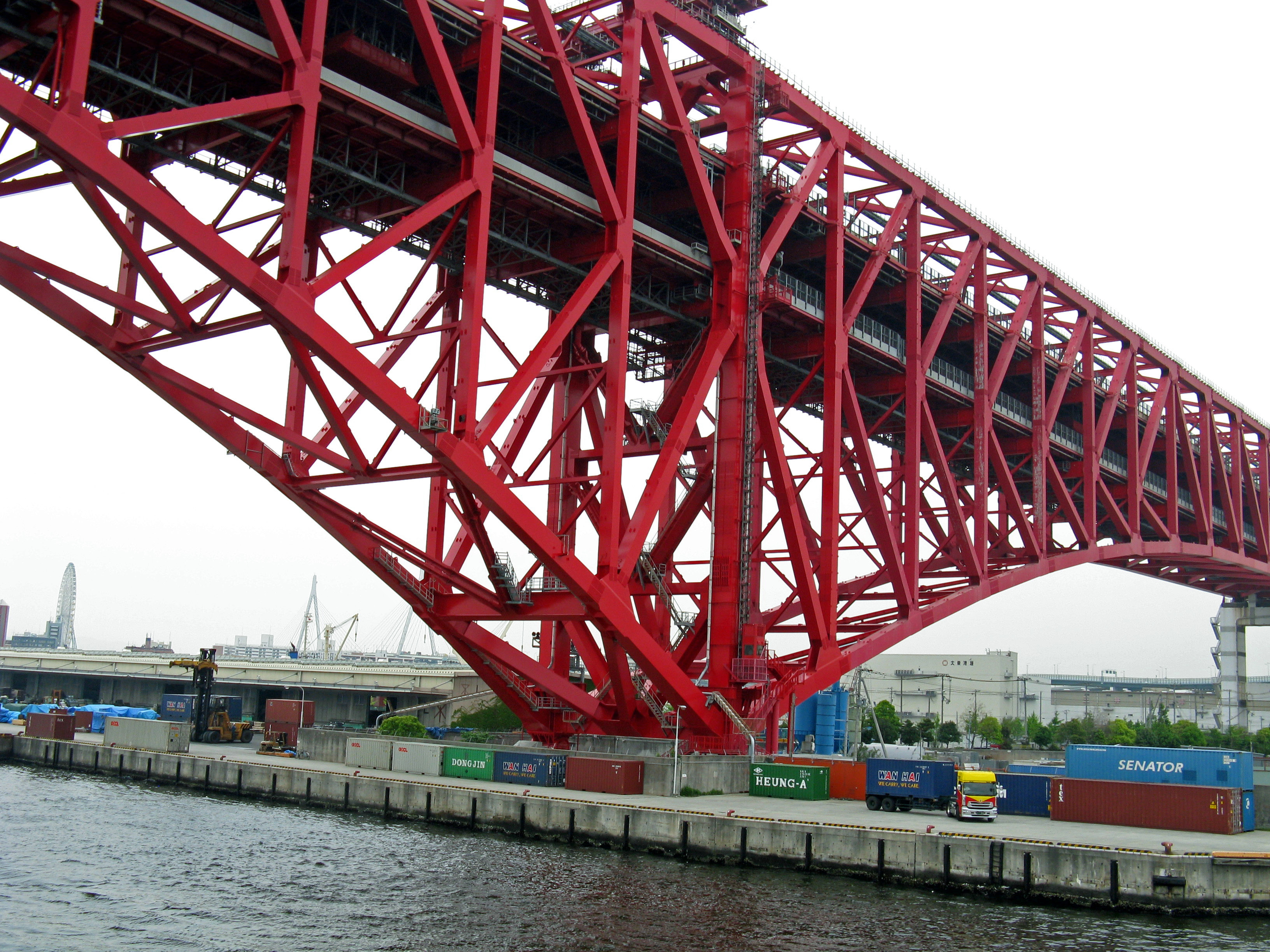
橋脚

世界最大級の3径間ゲルバートラス橋（橋長980 m、側径間235 m＋中央径間510 m＋側径間235 m）であり、前述の通り、上下2層のダブルデッキになっている。
橋下を大型コンテナ船（4万トン級）が航行できるよう、海面から桁下まで50 m以上確保されている。支点上の主構高は68.5 mである。
建設にあたり、FEM解析を行ったり、強風による影響を確認するため模型による風洞実験が行われた。鋼材は全体で約35,000トン使用されたが、上部工断面をコンパクト化するため約5,000トンの超高張力鋼が採用された。当時の最新の技術が駆使されたことにより、1974年度（昭和49年度）の土木学会田中賞（作品部門）を受賞している。
高さ81.5 mと海面からの高さが60 mを超える構造物であるため、建設当時の航空法の基準では赤と白に塗装しなければならなかったが、景観が台無しになることを避けるため航空局と協議を重ね、赤1色の塗装を実現させている。

### 耐震設計
港大橋の耐震設計は修正震度法が採用されており、長期間使用されることを考慮した経済的な設計となっていた。「道路橋示方書 V 耐震設計編」が出版される1980年（昭和55年）以前のものであり、想定された地震動の最大加速度は250 Galだった。
1995年（平成7年）の兵庫県南部地震による影響で港大橋も耐震連結装置などに損傷が発生した。そのため、上町断層を震源とした地震を想定したレベル2相当の地震動を考慮して再解析を行った結果、トラス構造部材の多くが降伏または座屈する可能性があることが判った。そのため、耐震補強工事が行われた。設計にあたり、従来の耐震補強設計とは異なり、免震・制振技術を採り入れ、トラスの断面力低減・降伏部材数減少を目的とした考えとした。なお、コストについては従来の耐震補強設計とした場合の約2/3で済んだとされている。この耐震補強工事により、2007年（平成19年）度に二度目の土木学会田中賞（作品部門）を受賞している。

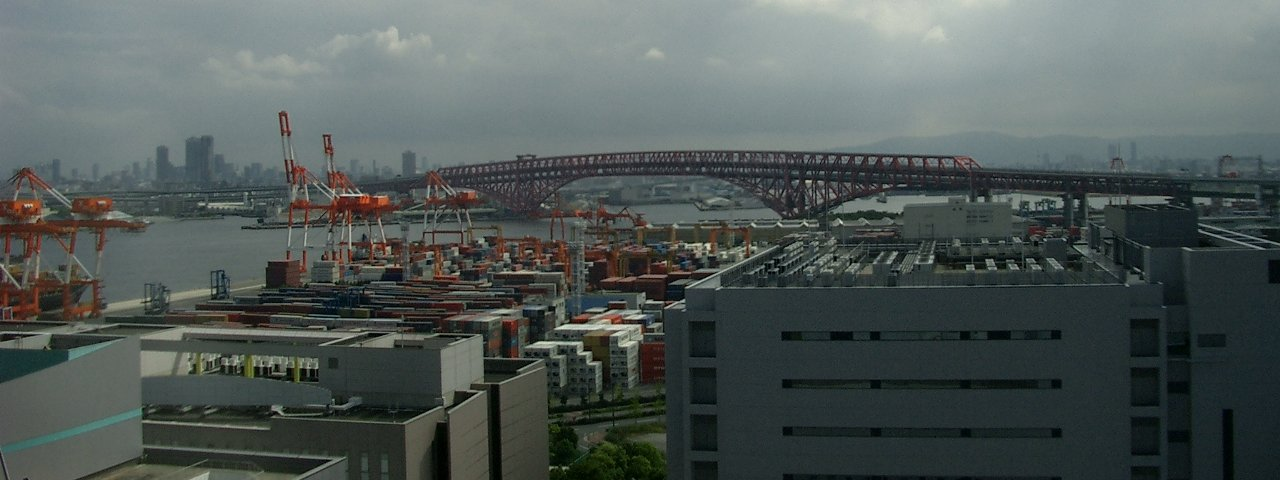
港大橋周辺の様子